# タイ王国の便所

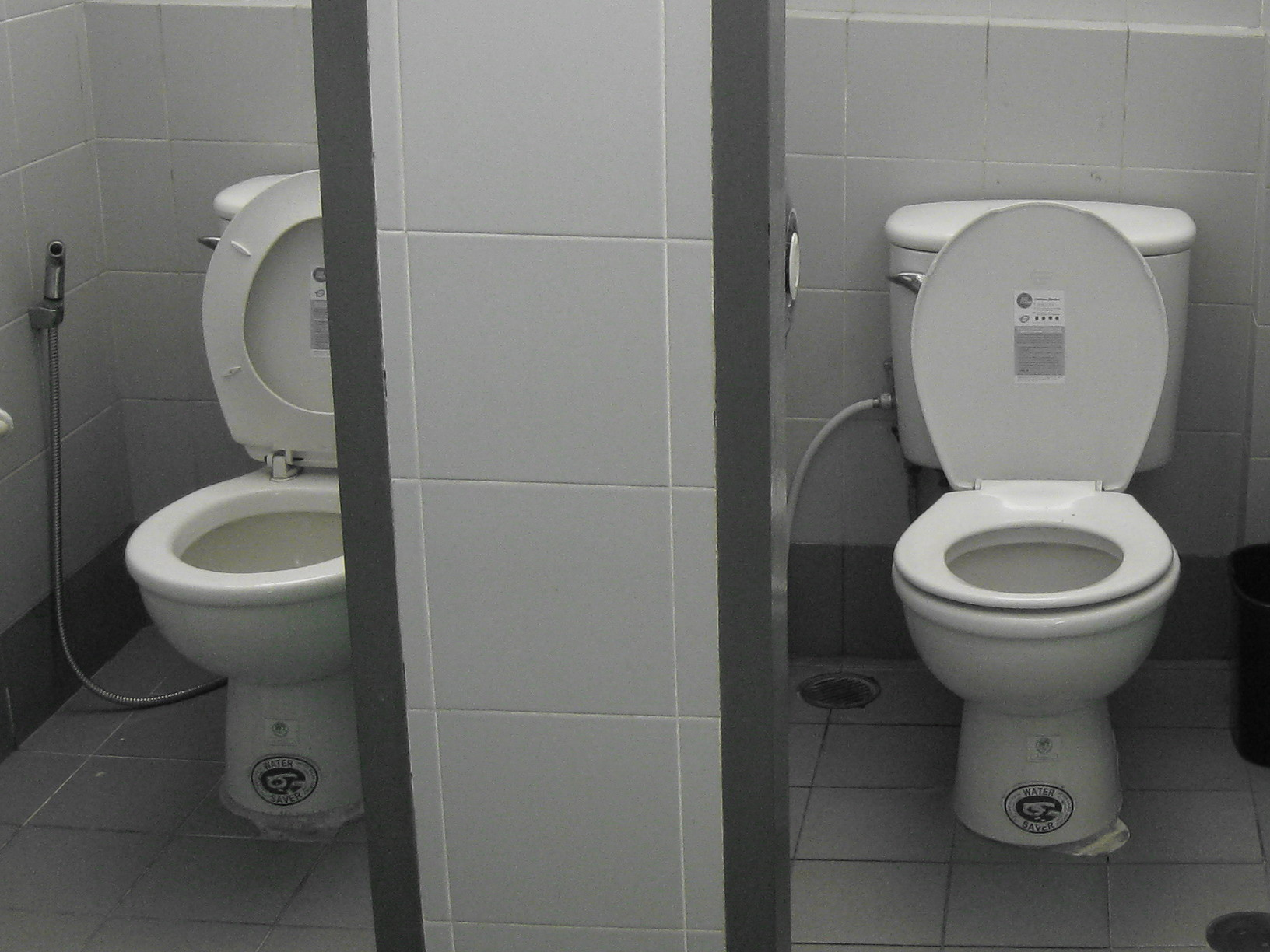
タイ王国にある水洗式公衆便所

タイ王国の便所（タイおうこくのべんじょ）ではタイ王国の便所について述べる。
タイ王国では便所は古くから使用されてきた。便所の使用者は主に三つの社会階層集団に分けることができる。まず王族、豪族、貴族などの上流階層、次に戒律下にある僧集団、そして社会の大半を占める庶民階層である。しかしこの庶民階層は便所を使用せず、それぞれ適宜な場所で排泄をすることが多く見られた。そこで1897年に政府は「バンコク都公衆衛生法令」を発令し、バンコク市民は便所で排泄するように取締りを行った。
1917年から1928年の間、タイ政府はアメリカの民間公益団体であるロックフェラー財団から医療、公衆衛生分野における援助を受けて、地方での便所の建設を進め、設置数を増やしていった。当時はまだ試行錯誤の段階にあり、タイの地域風土に応じてさまざまな形のトイレが試作された。例えば、便器のふたの閉め忘れに対応したブンサアート式便所（ส้วมหลุมบุญสะอาด）や、腐敗槽・浸透槽システムをもつコーハーン式便所（ส้วมคอห่าน）などである。 さらに第二次世界大戦後に現代家屋が多く建設されると同時に水洗式便所が設置されるようになった。これが好評となり、現在に至るまで水洗式便所が増加してきている。
タイ政府にとっても昔からタイの公衆便所は、公衆衛生、環境の観点から重要な懸案事項であった。公衆便所はタイ保健局（กรมอนามัย）が管轄しており、公衆便所の調査や基準値の測定を行う。2006年にタイ政府は公衆衛生の発展の上で重要な国際会議となったWorld Toilet Expo & Forum 2006のホスト国となり、さらに多くの公衆便所の建設計画を企画している。
タイ王国では便所に関する規則が数多く取り決められているが、公衆衛生に関する一番初めに制定された法律はバンコク都公衆衛生法令（ร.ศ. 116）である。1997年には1979年には建築物管理法に基づく第39号内務省令、さらに2005年に身体障がい者、弱者、高齢者に対応したバリアーフリーの衛生設備規則が取り決められた。

## 呼称
「便所」（スワム：ส้วม）のタイ王国学士院版タイ語辞書による意味は、「排便排尿する処」（ที่ถ่ายอุจจาระปัสสาวะ）（俚言では「うんちするところ、もしくはおしっこするところ」（ที่อึและที่ฉี่）と呼ばれる）と記述している。 この「便所」という言葉は古くからあり、現王朝であるラッタナコーシン王朝以前から用いられている。
モンルタイ・チャイヤウィセート著『タイ国の便所と衛生器』（ส้วมและเครื่องสุขภัณฑ์ในประเทศไทย）では、「便所」を以下のように詳説している。
北タイ語で「スワム」は、「仏壇もしくは僧の寝所」を指す語である。寝所は特に寺の住職の寝所を指す。さらに東北タイやラオスでは、「スワム」は娘の寝室もしくは新郎新婦の寝室を指す。「便所」の他の語には、スワム（ส้วม）、ホーンスカー・ウェート（ห้องสุขา เวจ (เว็จ)）、ターン（ถาน：僧用の便所）、シーサムラーン（สีสำราญ）、ウモーン（อุโมงค์）（この2語は王宮に住む女性または王族ではなくとも宮殿の女性が排泄する場所を意味する。）  高位の貴族もしくは王族に対しては、クメール語を起源とするホーンバンコン（ห้องบังคน）が用いられる。 現在では一般的にホーンスワム（ห้องส้วม）やホーンスカー（ห้องสุขา）の語が用いられ、水洗式の便座もしくはしゃがみこんで用いる便器がおかれている小部屋である。
「便所」を意味する一般的なもうひとつの語である「スカー」（สุขา）はラーマ5世時に設立された「公衆衛生局」（グロム・スカーピバーン：กรมศุขาภิบาล）の略語「グロム・スカー」（กรมศุขา）から派生し、さらに綴りがสุขาภิบาลに変化して、「ホーン・スカーピバーン（衛生室）」（ห้องสุขาภิบาล）と呼ばれるようになり、さらに短縮されて、「ホン・スカー」（ห้องสุขา）と呼ばれるようになったと見られる。ホーンスカーとは、「公衆衛生の観点から、排便排尿のために建てられた部屋」を意味し、当時、公衆衛生局（グロム・スカー）が王都の衛生環境の整備と、防疫を担当していたことから名づけられたのである。

## 歴史

### スコータイ時代・アユタヤ時代
便所の使用に関連する証拠としては、スコータイ時代から人々は排便を処理する方法を確立しており、歴史的な証拠として便器（おまる）の存在が認められている。「スコータイ式便器」と呼ばれている。この便器は石製で、尿を受ける溝と中央に便を落とす穴が開いている。臭気がひどくならないようにするために尿と便はそれぞれに分けて回収された。
特に王や豪族といった地位の高い人々が特権的に住居の中に便所を建設するようになり、次第にタイの便所が発展していった。平民は部屋を均一に仕切っており、おそらくは便所を設置していなかったと見られる。さらに便所に関しては特別な呼称があり、ティ・ロン・バンカン（ที่ลงบังคน）もしくはホーン・バンコン（ห้องบังคน）と呼ばれた。特に王族の便をバンコンといい、王族は排便の際には容器の中に排泄し、その従者が廃棄する。この便を捨てる場所のことをサターン・ティ・コーン・スワム（สถานที่ของส้วม）もしくはサターン・ティ・プラバンコン（สถานที่ลงพระบังคน）といい、便所はにおいを防ぐために宮殿から離れた場所に建設された。
ナーラーイ王治世のフランス外交官シモン・ド・ラ・ルベールによる1688年の記録に以下のような便所の記述がある。
サヤーム王国において、栄誉ある責務のひとつと考えられていることに国王陛下の便壷の処理の役目を拝命することがある。便壷の中の便は取り決められた場所で廃棄され、その場所には誰も入ってこないように衛兵によって厳重に警備されている。これは魔術に関わっており、サヤームの人々は肉体から生じる排泄物を呪物として用いることができると考えているためである。
僧集団である僧伽に関してもすでに律によって便所の設置が取り決められており、ウェート（เวจ）もしくはウェート・クティー（เวจกุฎี）と言われる。この便所はレンガや石で作られ、さらに崩れないように補強材として木材が使われていた。便器の中央には便を落とす穴があり、さらに石、レンガや木の板で作られた蓋がある。便所によっては、四方を壁に囲まれた小部屋の形をとっていた。
さらに一般的な平民は、排泄をすることを「野良へ行く」（ไปทุ่ง：パイ・トゥン）、「渡し場へ行く」（ไปท่า：パイ・ター）、「森へ行く」（ไปป่า：パイ・パー）と表現した。このことから平民は一般的に個人の民家の中に排泄のための特別な施設を持っていなかったことがわかるだろう。平民は野辺、森、川辺、森のなかで排泄をしたのである。森の近くの村では便意を催すと森に入り、排泄のために適切な場所を探した。平野の村では、村の田畑の中にある林や茂みを排便の場所に選ばねばならなかったのであるが、排便の邪魔をしないように木の棒を持って豚を追い払いながら排便をした。水辺の近くにある村では、渡し場や川辺で排泄をして、排泄後水に流した。

### ラッタナコーシン時代:王都内
王朝年代記によると、ラーマ1世の治世の王の便所（ティ・ロン・プラバンコン）に関する記述があり、「いつも便所を探して降りられたのであるが、今日の大宮殿はそうではなかった。黎明（午前六時ごろ）まではまだかなり時間があり、あたりはまだ薄暗い。ようやく大宮殿の裏手の便所にたどり着いた。」と書かれている。
便所に行くために宮殿から出ることはかなり危険であった。さらに王の殺害を目論む暗殺者が現れたこともあり、より安全なものにするために便所は大王宮内に設置すべきものとされた。
ラーマ2世治世において、サムットソンクラーム県アムパワー郡の王の便所は、密閉された四角の箱と椅子を組み合わせた形をしており、木製であった。便所上部に排泄をするための穴が開いており、内部は中空になっており、内部に入れてある便壺や大きなバナナの葉の容器を取るためにどちらの側からも開けることができる。掃除の際には、従者がこの容器を取り出して容器ごと水の中に投げ捨てる。これによりこの王の便所は掃除が簡単にできるのである。
この王宮における便所の位置は、雑誌『タイ族』（นิตยสารสกุลไทย）に収録された ヂュンラダー・プーミノット（จุลลดา ภักดีภูมินทร์：作家ロダワーンの別のペンネーム）が記した『王宮の便所』（ที่ลงพระบังคน）から推測できる。この文章の中には「いまだ王宮の便所について書かれた本に見たことは一度も無い。人々の間で語り継がれて来たことによると、玉座の裏に小さな部屋があり、王はそちらで排泄をしていた。この小部屋は浴室の近くに作られていたという。」と記されている。排泄後の汚物は、従者が処理をする。王の排泄物の入った便壺は非常に価値あるもので作られていたので、持ち出してしまうと問題がおきる恐れがあった。そこで、従者は一日三枚、バナナの葉で作った容器を作っておき、 王が排泄された後にこの容器に移し替え、川に流した。
時代が下ると王の便所の便器の特徴と材質が変わっていった。西洋文化が移入されると、金、金メッキなどが用いられていた便器が有釉陶器に変わり、排泄壺は受け口が広く、取っ手がついたものになった。さまざまな有色釉陶器が使用され、小花弁紋などさまざまなデザインも施されたのではないかと考えられている。領主の中には洗面や手洗いのための器を命じて作るものも出てきた。ラーマ5世の治世にはヨーロッパ式のドゥシット宮殿が造られ、ハイタンク式水洗便所が導入された。

### 公衆便所の建設
ラーマ4世とラーマ5世の治世になると、バンコクの人口が増加し、経済発展が進むと、西洋の文化もまた急速に受容されていた。しかし当時、庶民にとってまだ個人の住居敷地に便所を建設することは好まれず、便所は普及していなかった。排便は路地や大通りの脇、寺の壁の脇、水路の岸辺などで済ませていたため、いたるところに糞尿の山が散らばり目も当てられない状況となり、強い臭いを放ち、伝染病の原因ともなっていった。さらに僧院の便所は寺の敷地に中にあったが、便は水に流したり、地面にばら撒いて捨てたりしていたので、動物が漁りに来たり、ゴキブリが集ってしまっていた。そこで、ラーマ5世の治世後期、1897年公衆衛生局が設立され、同年に初めて公衆便所の建設を開始した。この便所はウェートサーターラナ（เวจสาธารณะ：公共の便所）と呼ばれた。公衆便所はさらに建設が進められ、各タムボン、バンコク都内で設置された。さらに時同じくして1897年政府によって「バンコク都公衆衛生法令」を公布し、バンコク都民に排便は便所で行うように規則を課した。さらに政府では同法令、8条2項に「すべての人民のために便所を建設に取り組む」ことを掲げ、衛生局に便所建設に取り組ませた。
衛生局が建設した公衆便所は、5から6室に仕切られており、主要な通り脇で多くの人々で賑わう商業区域であるヂャルーンクルン通り、バムルンムアン通り、フアンナコーン通りなどに建設された。また寺院の近くの集落にも建設され、ワット・ボーロムタート（วัดบรมธาตุ）門前界隈、ワット・カムローイー（วัดกำโลยี่）門前界隈、ワット・マハン（วัดมหรรณ์）向かいに設置された。さらに寺の敷地の中に建設されることもあり、ワット・ボーウォーニウェートウィハーンやワット・ラーチャブラナ（วัดราชบุรณะ）では敷地内に設置された。このほかにも領主の宮殿や刑務所や病院といった公共機関の近くに建設された。
最初期の公衆便所は便壺式便所（スワム・タンテー：ส้วมถังเท）であった。建屋を持ち、内部には屈んで排便をするために穴を開けた木製の便器が設置され、下部には便を受ける容器が設置されている。便は許可証を与えた清掃会社が毎日の回収と搬出、便壺の交換に責任を持っていた。政府は都市部では便壺式便所、農村部で穴式便所（スワム・ルム：ส้วมหลุม）の公衆便所を作ることで国民の排泄行為を変革する政策をたて、さらに都市の人々に便所の使い方とその重要性を理解させるために規則、罰則を定めた法律を制定した。その甲斐があり法律の施行からおよそ10年もたつと個人宅にもトイレを建設する人々が出始めた。
1917年から1928年までの間、アメリカのロックフェラー財団が医療、公衆衛生分野の援助のためにタイで活動を行った。財団は伝染病の予防のために各地で便所の建設を進め、設置数を増やしていった。続いてタイ人もまた、タイの地域風土に応じてさまざまな形の便所を発明し、設置していった。例えば、排泄口のふたの閉め忘れに対応したブンサアート式便所（ส้วมหลุมบุญสะอาด）や、腐敗槽・浸透槽システムをもつコーハーン式便所（ส้วมคอห่าน）などである。 こういった古いタイプの便所はゴキブリや悪臭の発生に対処するために作られたが、この技術はさらに節水、安価な建設費、容易に建設が可能など多くの利点があった。コーハーン式便所は穴式便所に取って代わって普及し、現在なお利用されている。
1932年立憲革命の後にプレーク・ピブーンソンクラームが首相になると政府は国民と排便と入浴といった公衆衛生に関する政策の強化を政策に掲げ、衛生観念を植え付けるために児童学習教材を製作した。

### 家屋内の便所
タイ王国にハイタンク式水洗便所が最初に普及したのは、1917年から1947年ごろであり、宮殿や、教育を受けたり、海外で暮らしたりした者のいる所得の高い家でまず導入された。しかしまだ庶民には普及していなかった。次に一般家庭に水洗トイレの設置が増えるのは第二次世界大戦後であり、新しい近代的家屋の建設が行われるようになって、水洗便所が好まれ、次第に設置が進んでいった。
タイ政府においても国民に水洗便所もしくはコーハーン式便所の設置を行い、家庭内で使用することを推奨し、1942年ごろから積極的に普及させていった。さらに1960年には、米国の団体USOMの支援を受けて政府が地方衛生衛生改善計画を開始した。この計画では特に便所の建設と国民の便所使用への意識改革が重要な事業になった。
第七次公衆衛生計画（1991年-1996年）において、衛生局は便所の様式を今まで使用されてきた浸透槽便所（スワム・スム:ส้วมซึม）から、腐敗槽便所へ変更することを推奨している。公衆衛生基準に拠ると、浸透槽はレンガもしくはコンクリート缶を地面に埋設して作り、液体が地面に浸透できるようになっている。固形の汚物は槽下部に溜まり、分解されて養分となり、さらに便所から液体物と一緒に地面に浸透してゆくことで、地面に還元される。水の浸透を利用するためにこの種の便所は「浸透式便所」と呼ばれている。他方、腐敗式便所は汚物を貯める槽を地下に埋設し、固形と液体の汚物を分離させながら、生分解を起こさせる。この間、腐敗槽内の物質は槽の外環境との間で浸透が起こらないように保護される。下水は槽の中に貯められ、固形汚物の沈殿、一連の分解過程が終了した後、浄化された下水のみを管を使って外環境へ放出する。
タイ国家統計局のデータによると、2007年の一般世帯内の便所使用に関する調査で、調査全世帯の87.3%で浸透槽便所が利用され、8.5%がハイタンク式水洗便所、その他が4.2%という結果になっている。

## 便所の種類

### 穴式便所
穴式便所（ส้วมหลุม:スワム・ルム）は、タイ人が使用した最初期の便所である。この便所は地面に便穴を掘るが、乾燥地でも湿地でもかまわず、穴の形状も円形でも、方形でもかまわない。さらに穴を覆うように建屋を立てる。さらに木の板2枚を便穴の上に架けてあることもあり、これによってその上でしゃがみ込めるようにしてある。排便できるようにするために板の間は隙間を開けて敷かれており、使用後に木の板でふたをする。便所の設置場所は、悪臭を避けるために住宅地から離れた場所が選ばれることが多い。そして便穴が一杯になると埋め戻され、新しい場所に便穴が掘られた。公衆衛生局（กรมสุขาภิบาล）の推奨する適正な穴式便所の設置法によるのであれば、便所には便穴を塞ぐ蓋と換気をするための管が必要である。この管は竹で作られることもあるが、その際には節を抜いて管状にする。この管を便所の地面に突き刺し、槽から臭気を抜く。
タイ人は古来からこのような穴式便所を作ってきたが、ラーマ6世頃に顕著に穴式便所が作られ、この頃に政府が人民の便所として設置に取り組み始め、1897年から公共衛生局は穴式便所と便壺式便所の普及を進めた。

### 便壺式便所
便壺式便所（ส้วมถังเท:スワム・タンテー）は、穴式便所と同様の特徴を持つが、穴の中に便を受ける壺が備えられている。便は用意された壺に排泄された後に捨てられる。多くの場合、便は毎日集められ、捨てられる。
バンコクで初の清掃会社サアート社（บริษัทสอาด）は、1897年に創設され、バーンクンパーン（บางขุนพรหม）を拠点に排泄物の回収運搬を行った。サアート社は20年に渡り、事業を行ったが、その後事業をオーンウェーン社に事業を売却。オーンウェーン社がバンコク市内最大の排泄物回収企業となり、公衆衛生局やバンコク市民から排泄物の回収権を獲得していった。
便壺の処理価格は便壺1個あたり平均して1バーツまたは月6サルン。便壺の利用は義務ではなく、この便壺方式を利用したくない人は公衆便所を利用することもできた。一度便つぼを買うと顧客はサービスを利用することができ、毎晩深夜になると、清掃会社は二頭の牛を使って、四方がトタン板でぴったりと閉じられた回収容器を積んだ荷車を引いて回収した。車一台にはおよそ30-40壺分を積むことができ、事務所で新しい回収容器と交換する。便壺式便所は維持や伝染病の予防に手間のかかる便所であったので、あまり国民に普及することは無かった。

### ブンサアート式便所
ブンサアート式便所（ส้วมบุญสะอาด）は、1932年アユタヤ県タールア郡の公衆衛生局調査官であったイン・ブンサアート（อินทร์ บุญสะอาด）によって発明された便所である。この便所は特殊な特徴を持った蓋付穴式便所であり、舌のようなものを扉に接続して使う。便所に入ってきた人がこの閉じ蓋のように使われている舌を扉にはめ込むと、扉の外で蓋が立っているのが見える。そうすると、外にいる人は便所が使用されていることが分かる。排便が終わると、蓋を元に閉め戻しておかなければ、便所の扉を開き、外に出ることができない。これの便所により便所の蓋の閉め忘れを防ぐことができるという利点がある。

### コーハン式便所
コーハーン式便所の考案者はプラヤー・ナコーンプララーム（サワット・マハーガーイー、สวัสดิ์ มหากายี）で、モントン・ピサヌロークの元長官であり、1924年にはスワンカローク県とウッタラディット県の県知事の就任した。当時政府はロックフェラー財団と協力して、有鉤条虫症撲滅計画と国民に便所の使用を促すキャンペーンを行っていた。
穴式便所と便壺式便所は、悪臭や害虫の発生を防ぐには良い構造とはいえなかったため、プラヤー・ナコーンプララームは数多くの新型便所を考案した。その中からついにコーハーン式便所が試作された。この便所は排泄物を下方の槽に落とすようになっており、排せつ物を落とす円管は上に向かって婉曲しており、婉曲部に水を溜め、栓することができる。この便所では水を使って排泄物を流し、地面の下に埋設してある槽に流し込む。また害虫は導管の婉曲部の水で遮られて下の槽に達することはできない。下部の槽の中の排泄物と水は地面中に浸透していってしまうためにこの便所は「浸透式便所」（スワム・スム、ส้วมซึม）と呼ばれる。初期の頃の浸透式便所の構造は排泄物を直接地面に浸透させる方式を取ったために病気が伝染する可能性があるという欠点があった。そこで浸透槽の構造を改良し、まず槽をコンクリートで作り、さらに槽を2室もしくはそれ以上に分けて、その中に排泄物を通すことでバクテリアによる腐敗を促す腐敗槽（濾過槽、บ่อเกรอะ）を設置し、その腐敗槽を通った汚水を浸透槽に通し、浸透させる構造になった。この構造によって、完全ではないものの初期の浸透式便所よりも安全性が高まった。コーハーン（アヒルの首）型便器と腐敗・浸透槽式（スワム・スム）構造を持つ便所は、穴式便所や便壺式便所に取って代わるようになり、より清潔、快適、そして安価な便所として普及し、現在なお使用されている。

### 水洗式便所

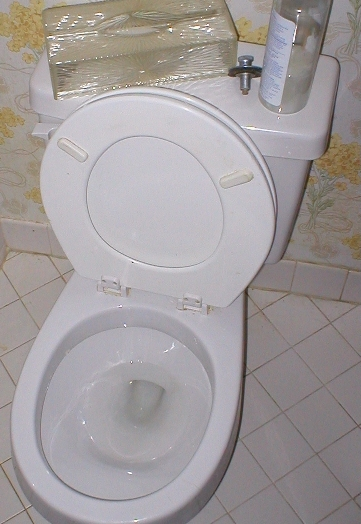
現代の水洗便所

この水洗式便所のタイ名「チャッククローク」（ชักโครก）はかなりややこしい言葉の重なりでできている。「チャック」は引っ張ること、「クローク」はゴオと水の流れる音を意味する。これは特に昔の水洗式便所の水槽は高所に置かれており、使用後にレバーを引いて水を流し落とす方式を用いていた。水音が大きかったため、「引っ張るとゴオと水音の響く便所」（チャッククローク）の名が定着してしまったものである。
近代的な水洗式便所はイギリス貴族ジョン・ハリントンが1596年に発明したと言われている。水のタンクを高所に設置し、ひもを引くと勢いよく水が流れ、クダを通して排泄物を貯留槽に押し流す構造であった。続いて1775年アレクサンダー・カミングスが水洗式便所を改良し、腐敗槽に落とすために下部に設けられた管をU字型に曲げ、滞水できるようにしたことで、現在の水洗トイレのように悪臭が戻ってこないように改善した。
タイ王国のしゃがみこみ式水洗便所は第2次世界大戦後に普及した。当時の水洗式便所の水槽はハイタンク式で便所の高いところに設置してあった。排泄物は水で浄化槽に流され、溜められる。現代の水洗式便所は、フォルムの美しいもの、節水などテクノロジーを利用したもの、高品質の洗浄システムで水音の静かなもの、自動装置を備えたものなどさまざまな様式のものが作られている。

## 公衆便所
公衆便所とは公共の場にある便所、もしくは一般的な人々が排便に使えるようにしつらえられた場所のことである。昔から便所はタイ王国の公衆衛生や環境の観点から重要な場所であり、タイ保健局が公衆便所の管轄機関となっている。

### 公衆便所に関する基準
2004年保健局はタイ王国内で1,100カ所の公衆便所を調査し、20県で5,786人が清潔な便所や十分な施設がないとして公衆便所のみを使用している。公衆便所の76%が男女別の便所。身体障がい者用公衆便所は総数の10%。衛生的もしくは中程度の便所は58.9%、 不衛生な便所は19.5%である。また34%の公衆便所で悪臭があり、83.6%の人が水にぬれた便座の上で腰を浮かせながら用を足している。また22.1%の人が便座の上に土足で載ったり、便座を上げた上で便器の縁に載ったりして用を足している。さらに6.5％の人が便所を使用した後に手を洗っていないとの結果が出ている。
推計によると2006年のタイ王国の公衆便所はノンタブリー県、ロッブリー県、チョンブリー県、ラーチャブリー県、ナコーンラーチャシーマー県、コーンケン県、カムペーンペット県など12県に6,149か所以上設置されているとみられる。2006年3月時点で基準に達していない便所は5,993か所、90%で衛生項目に問題があり、多くはゴミ箱の蓋が閉まらない、トイレットペーパーもしくは洗浄用ホースがない、手洗い用の石鹸がないなどの項目である。アクセシビリティ項目においては76%で問題があり、多くは身体障がい者、高齢者、妊婦に配慮した便所がないなどの項目である。安全項目においては69%に問題があり、男女に分かれていない、乾燥していない土地に立っている、人目につかないところにあるなどの問題がある。
2009年保健省は衛生項目、アクセシビリティ項目、安全項目の基準に達しているタイ王国内の公衆便所は40.37%である。基準に達した公衆便所の割合は、デパート 88.52%、病院 83.11%、道路脇 67.02%、観光地 62.91%、公園 60.06%、市場 48.6%、公共施設 47.28%、学校 44.45%、ガソリンスタンド 44.07%、バスステーション 41.4%、レストラン 36.15%、寺院 11.75%。
タイ王国の公衆便所はまだ身体障がい者に対する配慮が十分といえず、保健局によると2004年20県1,100カ所の便所を調査した内で、障がい者用の便所は10%に過ぎず、公共施設、公共交通機関、ホテル、公園、レストラン、スポーツ競技場、娯楽施設、観光地など公共の土地などにわずかに設置されているだけである。さらにその数少ない便所の多くは身体障がい者用の便所があっても、鍵がかかっていたり、掃除用具置き場になっていたりして、使用できなくなっていることも多い。そこで保健省では、各所に身体障がい者の便所を設けるように啓蒙普及活動を進めている。

### 支援と普及啓蒙
2005年保健省とタイ国会議展示会事務局(TCEB)はタイ王国の公衆便所を普及開発するための基本計画を策定した。その中で、学校、病院、宗教施設、公園、ガソリンスタンド、市場など11種類の目標地域を定め、衛生（Healthy）、アクセシビリティ（Accessibility）、安全（Safty）の三点を「HAS」評価基準として定め、改善していく計画が実行された。
2006年タイ王国は第2回世界トイレ会議( World Toilet Expo & Forum 2006)の主催国となった。この会議は2006年11月16-18日の期間にインパクト・ムアントーンターニーのインパクトアリーナで開催され、アメリカ、イギリス、ドイツ、日本、香港、中国、インドネシア、オーストラリア、インド、シンガポール、ベトナムなど世界19か国・地域の代表が参加した。会議は「公衆便所の発展」に関する問題解決の糸口を討議するために行われた。さらにタイ王国における便所の展示紹介や様々な新型便所が紹介も行われた。この会議を通して、トイレ関係者は改めて公衆便所の改善の必要性を確認した。
さらに保健局では公衆便所に関する様々な事業を行っている。たとえば「公衆便所監視計画」（Toilet Spy計画）はボランティア参加型の計画であり、市民の代表が注意、管理、巡回監視したり、公衆便所が基準に達するような解決の糸口を保健局に提案したり、実施したりする。また保健局の公式計画として、2006-2009年タイ公衆便所開発計画が策定されており、三つの大きな柱として、衛生、アクセシビリティ、安全の改善を定めている。この計画には内務省地方行政局、天然資源環境省国立公園・野生動物・植物局、石油企業が名を連ね、参加している。

## 便所と法
タイ王国では便所に関する多くの規則が取り決められているが、すべて便所に関する法律に明記された条項に基づいている。
まずタイ国内法律における便所、汚物の管理に関する条項は、伝染病の発生の事態に対応することから始まり、1897年バンコク都公衆衛生法令（ร.ศ. 116）が制定された。これはバンコクの公衆衛生を規定したタイで最初の法令であり、伝染病の防除と市民の便所、排便処理の規制を定めた。1926年には獅子王小印璽（文官最高位のみ使用できる印璽、ตราพระราชสีห์น้อย）によって、すべてのモントンに対して排泄物処理の実施と川沿いの便所の撤去に関する衛生管理命令を行った。1934年には公衆衛生法が発布。1937年に排泄物堆肥化管理法が制定された。さらに1941年に公衆衛生法が改正され、便所の設置、便所設置禁止地域、便所の衛生管理に関する規定条項が加えられた。さらに継続して修正が加えられる中で1937年排泄物堆肥化管理法と1941年公衆衛生法を廃止。1992年公衆衛生法を発布して、現在に至っている。
この他に、1979年建築物管理法に基づく、1994年第39号内務省令では、建物の管理品質基準の一つとして建築物別の便所と便器の数を規定している。
2005年身体障がい者、虚弱者、知能障がい者に対する建物内での利便性についての規定に関する省令では、以下のように規定している。
適用される施設は、病院、病院施設、福祉施設、保健所、 官公庁、公的事業、法定公機関の施設、教育施設、政府図書館・博物館施設、公共交通機関施設。300m2以上の一般市民にサービスを提供する施設:劇場、ホテル、会議場、スポーツ競技場、ショッピングセンター、デパートなど。それ以外の2,000m2以上の一般市民にサービスを提供する施設。以上の施設では身体障がい者、虚弱者、精神障がい者用の便所を、便所ごとに少なくとも1室設置しなくてはいけない。
さらに法律の条項では、身体障がい者用の便所について細かい取り決めがなされている。

## 便所の文化

### タイ人の便所の利用方法
タイ人のトイレ使用の文化はもともと昔からしゃがみこんで用を足していた。この形態は消化しやすく、繊維の長い食品を食べがちなタイ人の食慣習から、排泄に長い時間をかけずともよく、足がしびれることもないために適している。しかし、消化するのに時間のかかるものを食べがちな食習慣をもつ西洋人にとってしゃがみ込み式の排泄様式は不便であり、椅子式の便座に座って用を足さなくてはいけない。現在生活様式が西洋化しており、タイでもしゃがみこみ式便器が少なくなってきている。便座式水洗便所は、都市農村ともに設置個所が増えてきている。しかし、タイ人は昔からのしゃがみこみ式の排泄様式に慣れているために調査によると22%の人が水洗式便所の座椅子の上に足で載り、しゃがみこんで使用しているという。
公衆便所での空室の待ち方は、タイでは個室毎に列を作って待つが、ヨーロッパ、アメリカ、日本および多くの国々では、入り口に列を1列のみ作り、空室ができると初めに列に並んだ人からそれぞれの空いた個室に入る方式を取る。このような待機方法は利点が多く、時間がかからず、また先着先取の原則に従って公正に順番を回すことができる。

## 便所に関わるタイの慣用句
タイの慣用句の中には便所に関するものがあり、あてつけた多くの隠された意味を含んでいる。古い慣用句には「便所七つ分の糞である」（ペン・キー・チェット・ウェット、เป็นขี้เจ็ดเว็จ）というものがある。これは「この上もなく嫌だ」という意味である。キーは「糞」もしくは糞のように嫌われるものであり、ウェットは「便所」のことである。わずかな糞であっても嫌われるのに、もし便所七つ分（チェット・ウェット）の糞があるのならば、この上もなく嫌なものになるのである。
便所は嫌なものを隠喩する。別の慣用句によると、娘について便所で比喩することわざがあり、「娘がいることは、家の前に便所があるようなもの」（มีลูกสาวเหมือนมีส้วมอยู่หน้าบ้าน）というものがある。 便所は悪臭を発するものであるが、家の前にあると家の主人に悪臭を流し続けてしまう。これを家にいる娘にかけて、よく面倒を見て置かずうっかりしていると、両親に恥をかかせてしまうことがあることを述べている。たとえば父親のいない子どもを身ごもったり、結婚前に子どもを身ごもったりしてしまうようなことは、昔はひどく品の無いこととされたのである。

### 文学の中の便所
文学における便所は、小説から歌詩までさまざまに語られる。小説である『クンチャーン・クンペーン物語』では2章において便所について語られる個所があり、クンチャーンがクンペーンに対する讒言をし、パンワサー王への謀反の罪を着せた。その起訴事実のひとつが、徒党を組み、王族でもないのに厚かましくも住居の中に便所を建設したことである。昔、平民が住居の中に便所を作ることは身分不相応なこととみなされたのである。
| 奴は森に（王の）仮在所を打ちたて | 砦を築いては、王の御前としている         |
| 壮麗な王の便所を作り             | ついには醜き城邑を建てようと目論んでいる |
| มันปลูกตำหนักป่าพลับพลาแรม            | ค่ายป้อมล้อมแหลมเป็นหน้าฉาน                   |
| ตั้งที่ลงบังคนชอบกลการ                | นานไปก็จะเกิดกลีเมือง                        |

もう一つは、ワントーンがクンペーンと縁を切ろうと思い立った章である。これはワントーンが愛した夫を思い、千々に心の乱れるヒロインとして、苛立ちとともに思いの丈を表明し、クンペーンとの生活の痕跡を家から消そうと大掃除をするシーンである。
| 香油、ガラス、香粉も皆まとめて                   |                              |
| 投げ捨てて、干乾びさせ、バラバラにしてやる       | 嘘つきな奴など消し去ってやる |
| 便所の穴も埋め戻して、跡も残らないほどにしてやる |                              |
| ทั้งน้ำมันกระจกกระแจะแป้ง                             | จะทิ้งไว้ให้แห้งเป็นสะเก็ด          |
| ให้สิ้นวายหายชาติของคนเท็จ                            | จะขุดเว็จฟื้นดินให้สิ้นรอย           |

雑誌「タイ族」（นิตยสารสกุลไทย）に収録された ヂュンラダー・プーミノット（จุลลดา ภักดีภูมินทร์：作家ロワダーンの別のペンネーム）の『シーサムラーン』（ศรีสำราญ）にも以下のように記述されている。
便所とは穴式便所であり、家屋の外に作られる。便所穴が一杯になると、土で埋め返したのちに新しい穴を掘る。クンペーンの便所は、結婚してから夫婦として一緒に生活をし、一年越しで戦士として戦場に赴くまで排泄をしてきた便所である。そして浮気をしたクンペーンの汚物もまた長い間そこに溜められてきたのである。汚物が便所の下の土と同じようになると準備が完了する。ワントーンは言ってないかもしれないが、人にお金で頼んでやってもらったのだろう。土を掘って汚物を新たに混ぜ返し、新しい土で埋め、臭いの古い痕跡を消す。そうすることで汚物はなくなったが、夫の汚物のにおいだけがワントーンの鼻と家に不吉なものとして漂うのである。
ポップカルチャーのなかにも、便所に関係する歌詞を書いている作詞家がいる。便所の滑稽さを強調してうたっている曲では、チャイラット・ティアップティアン『便所はどっちにあるの』（ชัยรัตน์ เทียบเทียม『สุขาอยู่หนใด』）があり、この曲は1971年の映画『迷い時期』（วัยอลวน）(パイロート・サンウォリブット／ララナー・スラーワン監督) の挿入歌である。この曲の原曲の作者はピヤポン・エーノックグン（ปิยพล เอนกกุล）で友人グループと歌っていたが、パイロート監督がこれを採用し、チャイラットが新曲を作成した。
もう一つの曲の歌詞に中に便所が出てくるのは、『トイレを貸して』（『กู้ส้วม』）である。この曲もまた映画『ゴースト・ステーション』（ユッタルート・シッパパーク監督、タイ語名『ゲイ、集まってね』（โกยเถอะเกย์））の挿入歌。映画の主演はセーナーホーイ・クリヤティサック・ウドムナートとプーン・ナーコーン。曲はセーナーホーイがメインボーカルであり、ラップ部分はダージムが歌い、プーン・ナーコーンも副ボーカルとして参加している。歌の内容は性の権利について述べたものであり、男性のゲイが公衆便所に入る時の問題を訴えたものであるが、ユーモアを交えて歌っている。